# Кастело-Молина ди Фиеме
Кастѐло-Молѝна ди Фиѐме (на италиански: Castello-Molina di Fiemme, на местен диалект: Castel e Molina, Кастел е Молина) е община в Северна Италия, автономна провинция Тренто, автономен регион Трентино-Южен Тирол. Административен център на общината е село Кастело ди Фиеме (Castello di Fiemme), което е разположено на 963 m надморска височина. Населението на общината е 2326 души (към 2018 г.).